# Saint-Thélo
Saint-Thélo (tiếng Breton: Sant-Teliav) là một xã của tỉnh Côtes-d’Armor, thuộc vùng Bretagne, tây bắc Pháp.

## Dân số
Người dân ở Saint-Thélo được gọi là Thélossiens.